# Fluchtkogel
Fluchtkogel – szczyt w Alpach Ötztalskich, części Centralnych Alp Wschodnich. Leży w Austrii w kraju związkowym Tyrol. Pod szczytem zalega lodowiec Kesselwandferner. Od 2006 r. na szczycie stoi krzyż. Sąsiaduje z: Hochvernagtspitze na północy, Wildspitze na zachozie i Weißseespitze na wschodzie.
Szczyt można zdobyć drogami ze schronisk Vernagthütte (2755 m) lub Brandenburger Haus (2501 m). Pierwszego wejścia dokonali Valentin Kaltdorff, Franz Senn, J. Scholz, Alois Ennemoser i Gabriel Spechtenhauser 19 lipca 1869 r.